# Aoteadrillia wanganuiensis
Aoteadrillia wanganuiensis é uma espécie de gastrópode do gênero Aoteadrillia, pertencente a família Horaiclavidae.